# Гелашвили, Соломон Ильич
Гелашвили Соломон Ильич (18.01.1928, село Картанети Боржомского района Грузинской ССР  – 22.04.1994, город Воронеж) – советский художник монументально-декоративного искусства, живописец. Член Союза художников СССР с 1970 года.

## Биография

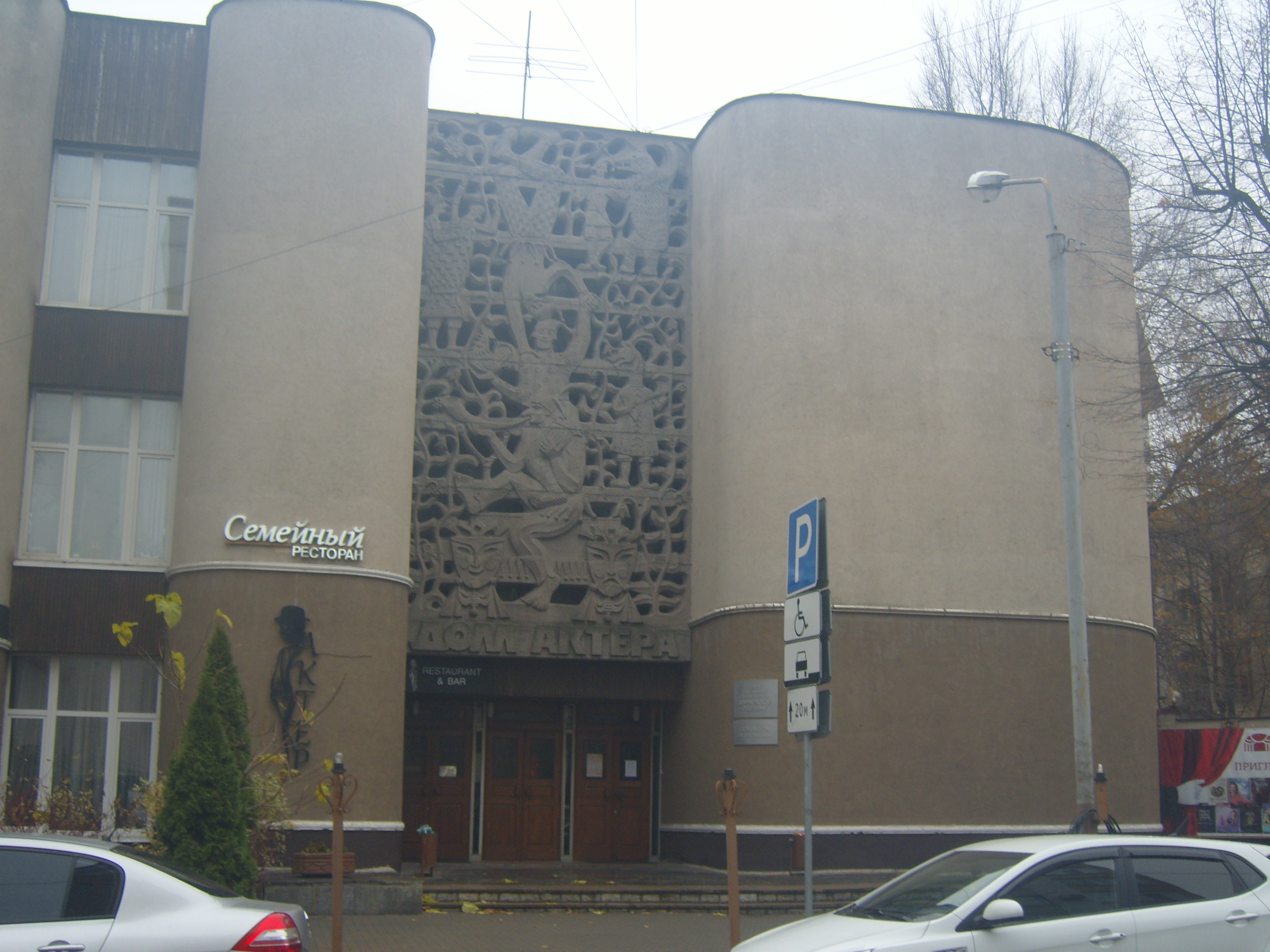
Барельеф "Скоморохи" на Доме Актёра в Воронеже

Гелашвили Соломон Ильич родился в грузинском селе Картанети 18 января 1928 года. В 1956 году окончил живописно-педагогическое отделение Тбилисского художественного училища имени Я.И. Николадзе. Образование продолжил в Ленинградском высшем художественно-промышленном училище на факультете монументально-декоративной живописи. С 1959 года участвует в областных, зональных, республиканских, всесоюзных выставках. После окончания вуза в 1962 году уезжает из Ленинграда и становится главным художником Воронежа. Данную должность занимает с 1962 по 1965 год, затем работает художником  Воронежских художественно-производственных мастерских Художественного фонда РСФСР (в 1966-1967 гг. – главным художником).
По созданным Гелашвили эскизам в Воронеже были оформлены интерьеры ресторана «Воронеж» (1964), «Кафе-мороженое» на центральной улице – проспекте Революции (1964-1965), агентства Аэрофлота (1966). Соломон Ильич – автор декоративного панно «К звездам» в фойе Дома офицеров (ныне ДК  "Звёздный") города Борисоглебска Воронежской области (1967), барельефа «Скоморохи» на здании Дома актера в Воронеже (1978). Как живописец предпочитал работать в пейзажном и портретном жанрах.
С 1988 по 1990 гг. Соломон Ильич Гелашвили был директором Воронежского художественного училища. Умер Соломон Ильич Гелашвили в Воронеже 22 апреля 1994 года.
Работы художника находятся в Воронежском областном художественном музее имени И.Н. Крамского, частных коллекциях России и зарубежья.